# Fleury-la-Vallée
Fleury-la-Vallée és un municipi francès, situat al departament del Yonne i a la regió de Borgonya - Franc Comtat. L'any 2007 tenia 1.109 habitants.

## Demografia

### Població
El 2007 la població de fet de Fleury-la-Vallée era de 1.109 persones. Hi havia 443 famílies, de les quals 116 eren unipersonals (44 homes vivint sols i 72 dones vivint soles), 124 parelles sense fills, 163 parelles amb fills i 40 famílies monoparentals amb fills.
La població ha evolucionat segons el següent gràfic:
Habitants censats

### Habitatges
El 2007 hi havia 512 habitatges, 443 eren l'habitatge principal de la família, 38 eren segones residències i 31 estaven desocupats. 480 eren cases i 30 eren apartaments. Dels 443 habitatges principals, 357 estaven ocupats pels seus propietaris, 83 estaven llogats i ocupats pels llogaters i 4 estaven cedits a títol gratuït; 1 tenia una cambra, 23 en tenien dues, 80 en tenien tres, 121 en tenien quatre i 219 en tenien cinc o més. 380 habitatges disposaven pel capbaix d'una plaça de pàrquing. A 176 habitatges hi havia un automòbil i a 221 n'hi havia dos o més.

### Piràmide de població
La piràmide de població per edats i sexe el 2009 era:
| Homes | Edats   | Dones |
| ----- | ------- | ----- |
| 0     | 95 o +  | 0     |
| 0     | 90 a 94 | 8     |
| 8     | 85 a 89 | 8     |
| 8     | 80 a 84 | 8     |
| 8     | 75 a 79 | 8     |
| 20    | 70 a 74 | 20    |
| 8     | 65 a 69 | 16    |
| 36    | 60 a 64 | 40    |
| 8     | 55 a 59 | 28    |
| 56    | 50 a 54 | 32    |
| 32    | 45 a 49 | 56    |
| 36    | 40 a 44 | 24    |
| 48    | 35 a 39 | 44    |
| 52    | 30 a 34 | 52    |
| 12    | 25 a 29 | 12    |
| 24    | 20 a 24 | 12    |
| 40    | 15 a 19 | 16    |
| 52    | 10 a 14 | 28    |
| 52    | 5 a 9   | 28    |
| 24    | 0 a 4   | 24    |

## Economia
El 2007 la població en edat de treballar era de 717 persones, 571 eren actives i 146 eren inactives. De les 571 persones actives 531 estaven ocupades (279 homes i 252 dones) i 40 estaven aturades (13 homes i 27 dones). De les 146 persones inactives 50 estaven jubilades, 54 estaven estudiant i 42 estaven classificades com a «altres inactius».

### Ingressos
El 2009 a Fleury-la-Vallée hi havia 447 unitats fiscals que integraven 1.139 persones, la mediana anual d'ingressos fiscals per persona era de 19.127 €.

### Activitats econòmiques
Dels 41 establiments que hi havia el 2007, 1 era d'una empresa extractiva, 1 d'una empresa alimentària, 2 d'empreses de fabricació d'altres productes industrials, 6 d'empreses de construcció, 6 d'empreses de comerç i reparació d'automòbils, 3 d'empreses de transport, 3 d'empreses d'hostatgeria i restauració, 1 d'una empresa d'informació i comunicació, 4 d'empreses financeres, 2 d'empreses immobiliàries, 7 d'empreses de serveis, 4 d'entitats de l'administració pública i 1 d'una empresa classificada com a «altres activitats de serveis».
Dels 11 establiments de servei als particulars que hi havia el 2009, 1 era una oficina de correu, 1 taller de reparació d'automòbils i de material agrícola, 2 paletes, 1 guixaire pintor, 1 fusteria, 1 electricista, 1 perruqueria i 3 agències immobiliàries.
Dels 2 establiments comercials que hi havia el 2009, 1 era una botiga de més de 120 m² i 1 una botiga de menys de 120 m².
L'any 2000 a Fleury-la-Vallée hi havia 13 explotacions agrícoles que ocupaven un total de 630 hectàrees.

## Equipaments sanitaris i escolars
L'únic equipament sanitari que hi havia el 2009 era una farmàcia.
El 2009 hi havia 1 escola maternal integrada dins d'un grup escolar amb les comunes properes formant una escola dispersa i 1 escola elemental integrada dins d'un grup escolar amb les comunes properes formant una escola dispersa.

## Poblacions més properes
El següent diagrama mostra les poblacions més properes.